# Kazuya Iio
Kazuya Iio (飯尾 和也 Iio Kazuya?), född 10 april 1980 i Tokyo prefektur, är en japansk fotbollsspelare.
Iio började sin karriär 1999 i Verdy Kawasaki. Efter Verdy Kawasaki spelade han för Vegalta Sendai, Okinawa Kariyushi FC, Shizuoka FC, Sagan Tosu, Yokohama FC och Matsumoto Yamaga FC. Han avslutade karriären 2014.